# Христианство в Йемене

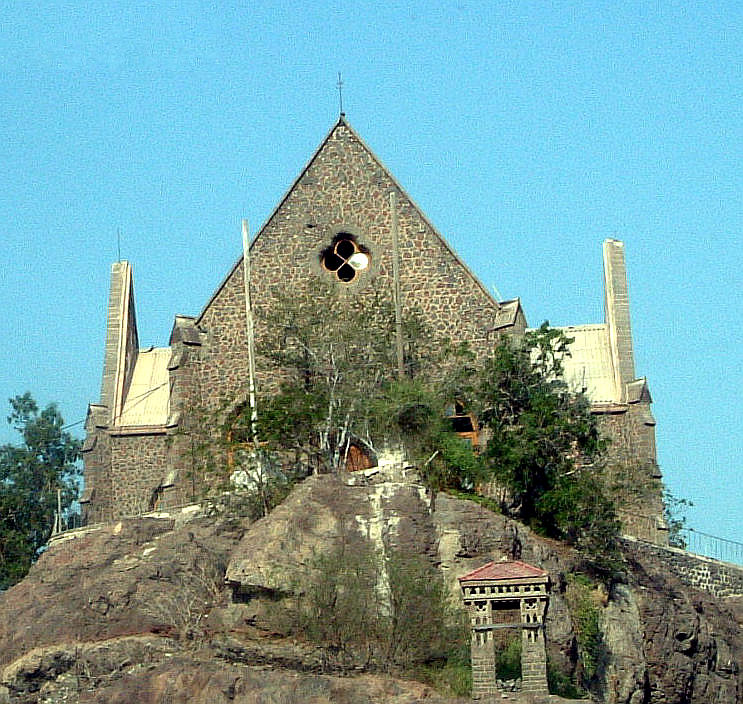
Церковь Св. Иосифа в Адене, построенная англичанами в 1850 году. В настоящий момент пустует

Христианство в Йемене — одна из религий, представленных в стране.
По данным исследовательского центра Pew Research Center, в 2010 году в Йемене проживало 40 тыс. христиан, которые составляли 0,1 % населения этой страны. Энциклопедия «Религии мира» Дж. Г. Мелтона оценивает долю христиан в 2010 году в 0,2 % (41,3 тыс. верующих).
Крупнейшим направлением христианства в стране является протестантизм. В 2000 году в Йемене действовало 12 христианских церквей и мест богослужения, принадлежащих 8 различным христианским деноминациям.
Предполагается, что в Йемене существуют общины криптохристиан, вынужденных скрывать свою веру. По некоторым данным, криптохристианами являются 2,5 тыс. местных жителей и ещё 15-25 тыс. переселенцев из Эфиопии и Эритреи.

## История раннего христианства
По преданию, первым проповедником христианства в Йемене был апостол Фома, который, потерпев кораблекрушение по пути в Индию в 52 году, высадился на остров Сокотра, где обратил местное население в христианство, построив из обломков своего корабля первую церковь.
Довольно рано с христианством знакомится и население континентального Йемена. Известно, что в 354 году римский император Констанций II направлял сюда миссию во главе с Феофилом Индийским. Христианство широко распространялось в Йемене в IV веке, после захвата этих земель Аксумским царством, располагавшимся на территории современной Эфиопии.
Борьба химьяритского правителя Зу Нуваса против христианизации послужила предлогом для нового эфиопского вторжения, осуществлённого в 525 году при поддержке византийского императора Юстиниана I. При эфиопском ставленнике Абрахе в городе Сана была построена большая христианская церковь. Новое эфиопское владычество продолжалось недолго — в 575 году Аксумские правители были разбиты Сасанидами. В 628 году последний персидский губернатор Йемена принял ислам, чуть позже Йемен вошёл в состав Арабского халифата.
В течение первых веков мусульманского правления христианство в Йемене было полностью уничтожено. Исключением стал остров Сокотра, где Ассирийская церковь Востока (несторианская в вероучении) существовала вплоть до второй половины XVII века.

## Современный Йемен

### Протестантизм

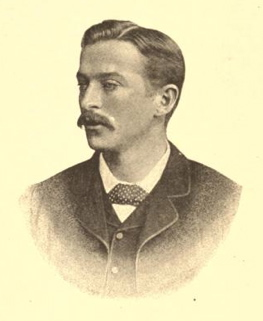
Ион Кит-Фальконер, протестантский миссионер в Йемене

После захвата британцами Адена в 1839 году в городе был учреждён англиканский приход. Приход обслуживал духовные нужды британских подданных. Первым протестантским миссионером среди местного населения в Йемене был шотландский дворянин Ион Кит-Фальконер (1856—1887). В прошлом профессор Кембриджа и чемпион мира по велогонкам, Кит-Фальконер переселился в 1885 году в Аден с желанием распространить христианство в Аравии. Однако два года спустя он умер от малярии, а его миссия перешла к пресвитерианской Церкви Шотландии.
С 1960-х годов в Йемене служат врачи-миссионеры, связанные с Южной баптистской конвенцией. С 1980-х годов среди эфиопских иммигрантов начали миссию пятидесятники, в частности — Апостольская церковь Эфиопии.
В 2010 году в Йемене проживало 30 тыс. протестантов, которые представляли крупнейшее направление христианства. Самой многочисленной конфессией являются пятидесятники (7,1 тыс. в 2000 году).

### Католицизм
В 1841 году в Адене, бывшем крупным портовым городом, была основана миссия для проживавших там иностранцев-католиков, которую возглавил священник Серафини из ордена сервитов. В 1998 году между Йеменом и Ватиканом были установлены дипломатические отношения .
На начало XXI века в Йемене проживало 6 тыс. католиков. Большинство католиков составляют рабочие-иммигранты. Католическая община в Йемене входит в состав апостольского викариата Южной Аравии с центром в городе Абу-Даби.

### Православие и древневосточные церкви
В Йемене не существует ни одной официально действующей православной церкви. Тем не менее, в стране постоянно проживают верующие, принадлежащие к православной церкви; большинство из них — русские. В 2005 году Йемен посетил с официальным визитом председатель отдела внешних церковных связей Московского Патриархата митрополит Кирилл. Первые православные богослужения в современном Йемене были проведены весной 2006 года в Российском посольстве в Сане и Генеральном консульстве России в Адене; богослужения посетили 70 человек.
Кроме православных, в Йемене проживают до 10 тысяч верующих древневосточных православных церквей. В первую очередь это переселенцы из Эритреи — тиграи (члены Эритрейской православной церкви). Несколько тысяч переселенцев из Эфиопии (амхара) сохраняют верность Эфиопской православной церкви. Наконец, среди живущих в Йемене египтян существует община Коптской церкви (ок. 1 тыс.).

### Маргинальное христианство
В Йемене пытаются закрепиться и представители околохристианских организаций. Проповедническую деятельность в стране ведут Свидетели Иеговы, однако в ежегодных отчётах организация не публикует точные данные о числе своих сторонников в Йемене (указывая их в графе «Другие страны»). Данное явление связано с запретом на деятельность Свидетелей Иеговы в Йемене.
Члены церкви Иисуса Христа святых последних дней присутствуют в Йемене с 1970-х годов. В 2008 году в стране было 50 мормонов, при этом все они были иностранцами.

## Преследование христиан
В Йемене официально действуют лишь четыре католических и один протестантский (англиканский) храм. Иммигрантам-христианам дарована возможность свободных богослужений только в частных домах. Публичная проповедь и переход мусульман в христианство запрещены. В связи с этим в Йемене отмечаются случаи преследования христиан, как со стороны властей, так и со стороны исламистских групп и членов собственных семей. По итогам исследования международной благотворительной христианской организации «Open Doors» за 2014 год, Йемен входит в десятку стран, где чаще всего ущемляются права христиан.
В 1998 году в Йемене были убиты три католических монахини. В 2002 году вооруженный боевик из Аль-Каиды застрелил троих американских врачей в баптистском госпитале Джиблы.
В 2009 году в Йемене были убиты миссионерки из Германии, Анита и Рита, бывшие членами баптистской церкви в Вольфсбурге. Родители этих двух двоюродных сестёр были переселенцами из СССР.
Бурю откликов и перепечаток вызвала публикация в 2012 году в Facebook фотографии мужчины, распятого в Йемене за переход в христианство.
Достоянием зарубежной прессы стал случай с Фатимой Мухаммад ас-Салем, заявившей о переходе в христианство в 2014 году. Она была приговорена йеменским судом к принудительному содержанию и медикаментозному лечению в психиатрической лечебнице. Местная пресса сообщала о связи женщины с «джиннами, которые, явившись ей, предложили принять христианство».